# Amore rosso (Marianna Sirca)

Amore rosso (Marianna Sirca) é um filme de drama de Itália dirigido por Aldo Vergano, baseado no romance Marianna Sirca, de Grazia Deledda.

## Resumo
Este trágico drama sobre amor, ódio, ciúme e honra e passa-se no Sul de Itália. O filme é impressionante e tem um bom lote de actores que interpretam magnificamente sobre a direcção do realizador Vergano.
A história é sobre o amor de dois homens por uma mulher e passa-se durante o período fascista, durante o qual têm lugar reencontros entre os soldados fascistas e camponeses que se escondem e lutam nas montanhas.
Este filme está cheio de vingança e traição e termina numa tragédia.

## Elenco
- Massimo Serato
- Marina Berti
- Walter Chiari
- Arnoldo Foà